# Acacia koaia
Acacia koaia é uma espécie de leguminosa do gênero Acacia, pertencente à família Fabaceae.